# Andrzej Brzechwa
Andrzej Brzechwa (zm. 4 lutego 1593) – benedyktyn, opat klasztoru w Tyńcu.
Studiował na Akademii Krakowskiej, stopień bakałarza sztuk wyzwolonych zdobył w 1560 roku. Po wstąpieniu do zakonu pełnił funkcje kanclerza, przeora i, od 1573 – opata. Od 1584 roku dzielił swą władzę z mianowanym przez Stefana Batorego koadiutorem. Umiejętnie pomnożył majątek klasztoru i uniemożliwił przejęcie opactwa przez jezuitów. W 1579 roku nadał Akademii Krakowskiej połowę wsi Bronowice, a w 1593 założył w Tyńcu przytułek.

## Literatura dodatkowa
- Henryk Barycz: Brzechwa Andrzej. W: Polski Słownik Biograficzny. T. 3: Brożek Jan – Chwalczewski Franciszek. Kraków: Polska Akademia Umiejętności – Skład Główny w Księgarniach Gebethnera i Wolffa, 1937, s. 32–33. Reprint: Zakład Narodowy im. Ossolińskich, Kraków 1989, ISBN 83-04-03291-0